# Calyptomyrmex piripilis
Calyptomyrmex piripilis är en myrart som beskrevs av Santschi 1923. Calyptomyrmex piripilis ingår i släktet Calyptomyrmex och familjen myror. Inga underarter finns listade.

## Bildgalleri

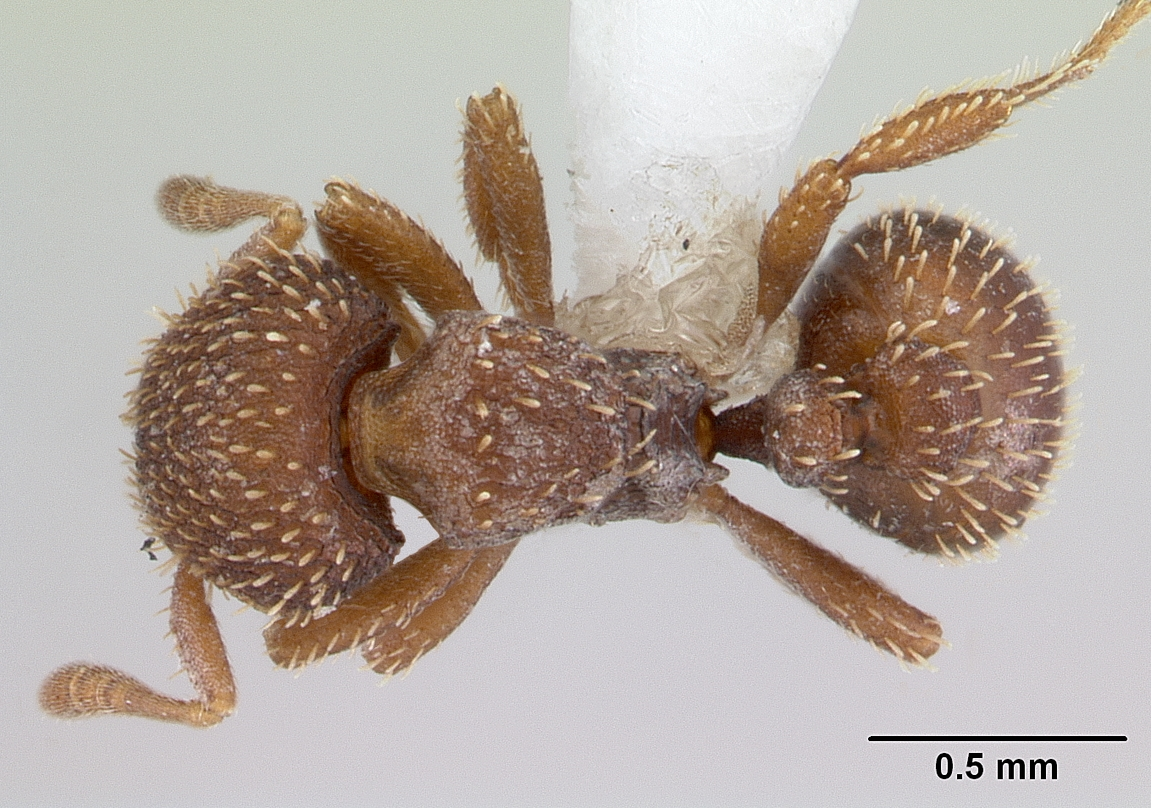
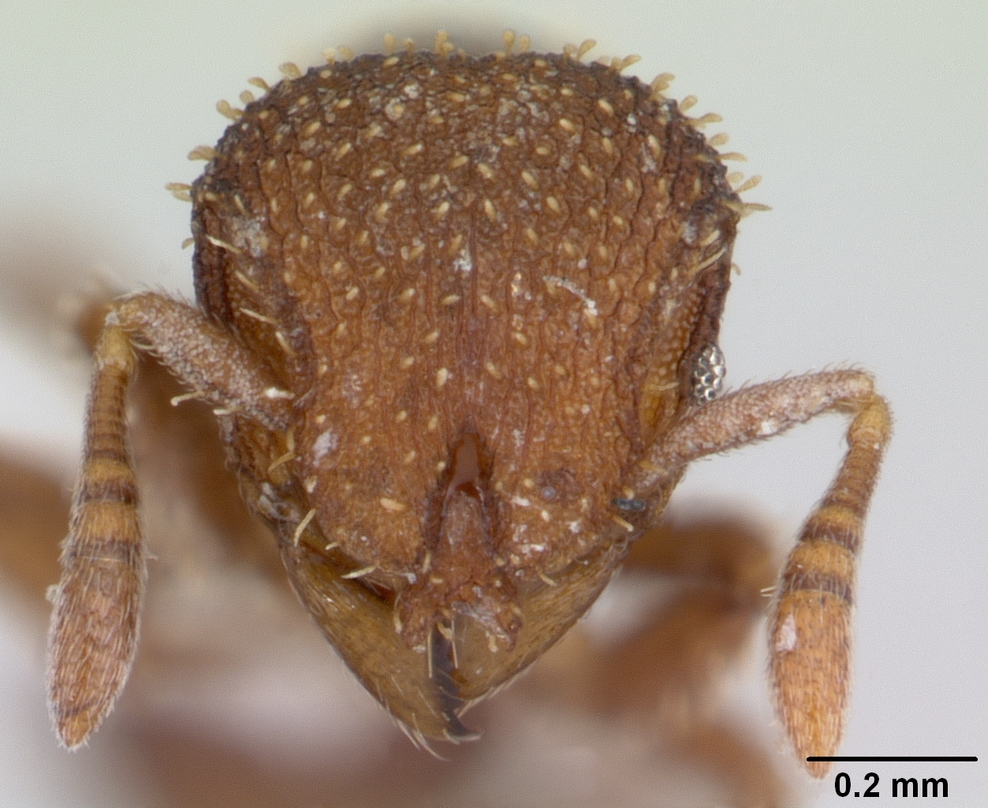
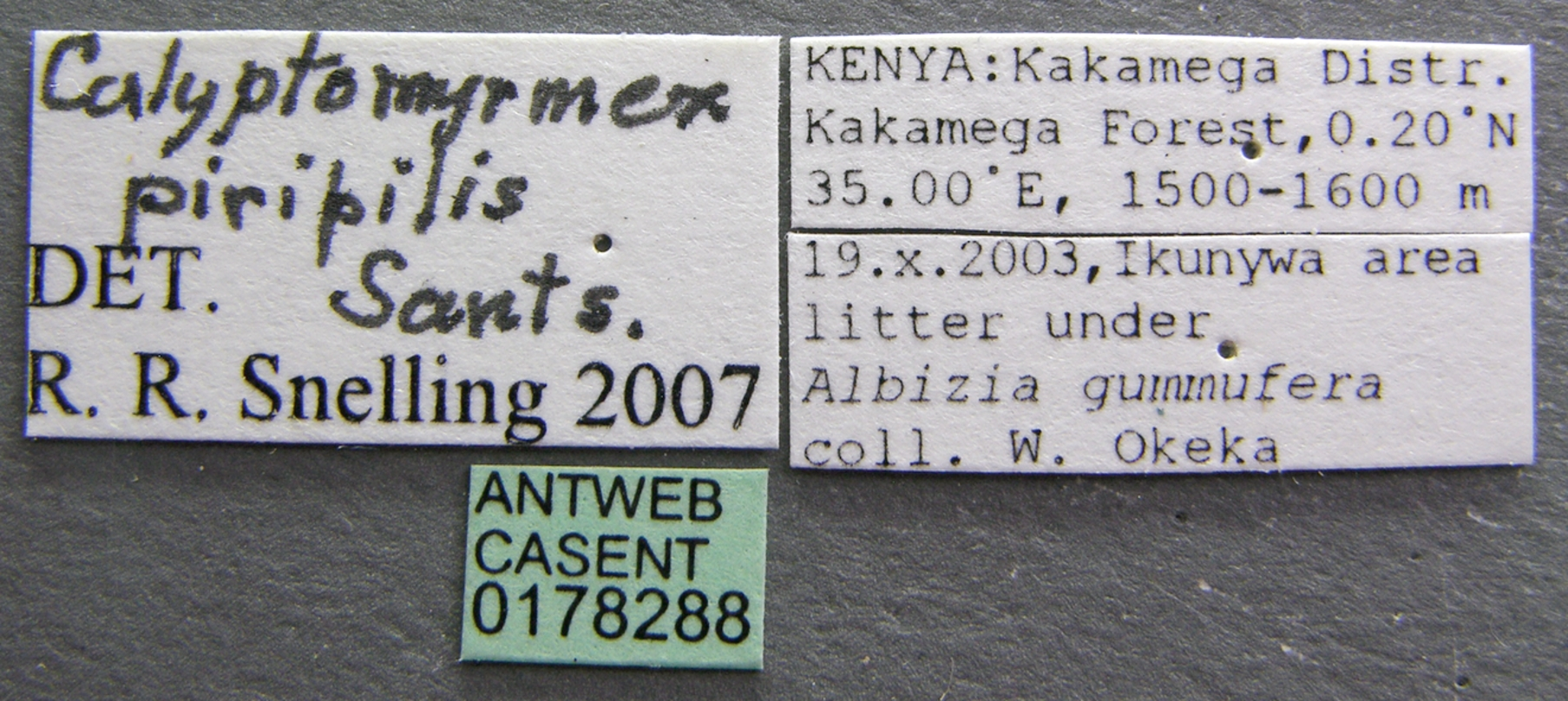
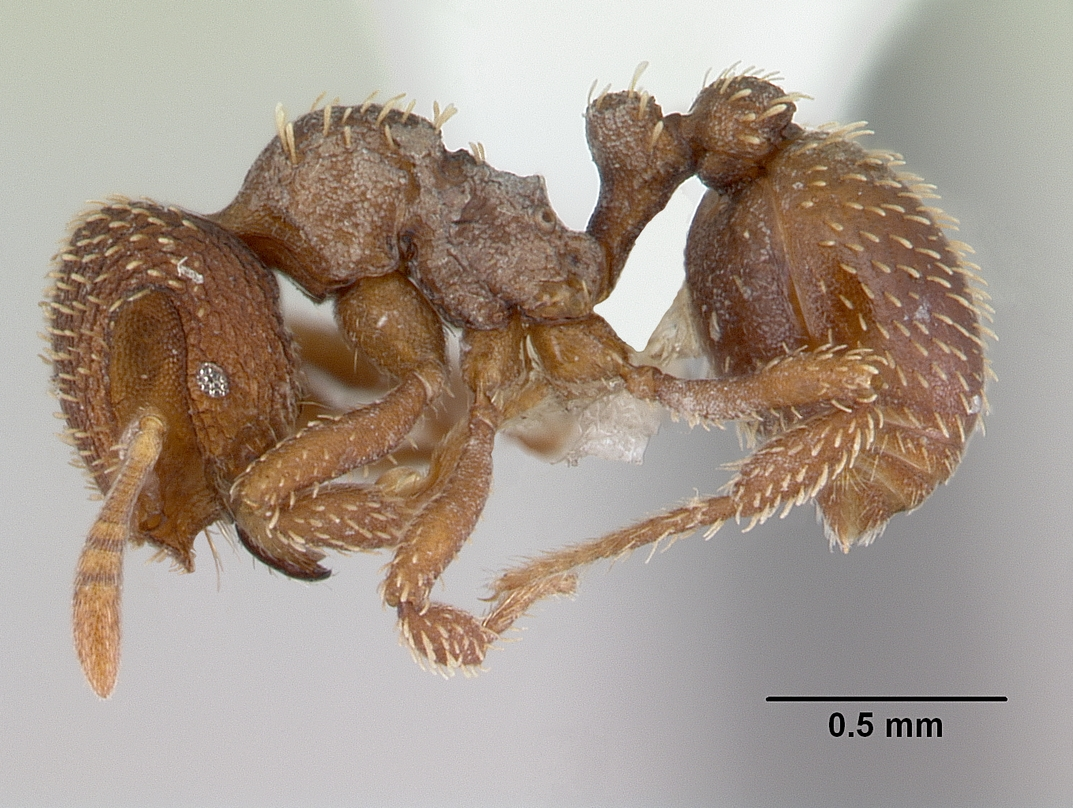